# Saison 2010 des United Soccer Leagues
La saison 2010 est la 24e disputée par les United Soccer Leagues. Cet article traite principalement des deux premières divisions des United Soccer Leagues, représentant les deux niveaux de soccer masculin professionnel dont l'organisation est responsable. La saison 2010 est une année charnière dans l'organisation des United Soccer Leagues, celles-ci étant en conflit avec la North American Soccer League pour l'obtention d'un championnat sanctionné comme deuxième division. Par conséquent, la USL-1 ne se tient pas et un championnat est organisé conjointement avec la NASL sous l'égide de la USSF. La USL-2 est affaiblie par le conflit et se restructure avant de prendre une nouvelle forme en 2011, celle de la USL Pro.
| Charleston Harrisburg Maryland Richmond Pittsburgh Charlotte |

| - Charleston Battery - Charlotte Eagles | - Harrisburg City Islanders - Pittsburgh Riverhounds | - Real Maryland Monarchs - Richmond Kickers |

## Synthèse
- En USL-2, le Charleston Battery arrive de USL-1. Les Bermuda Hogges et les Western Mass Pioneers se relèguent eux-mênes en PDL. Pour la saison 2010, les Wilmington Hammerheads suspendent leurs activités de manière temporaire. Enfin, le Crystal Palace Baltimore imite certaines équipes de USL-1 en rejoignant la USSF D2 Pro League.
- En PDL, neuf équipes se retirent de la compétition tandis que six équipes d'expansion et les deux franchises reléguées de USL-2 rentrent dans la ligue, amenant à un ensemble de 67 équipes réparties dans huit divisions à travers quatre conférences. Chaque équipe joue un total de seize rencontres en saison régulière.

| Compétition            | Champion               | Finaliste          | Vainqueur saison régulière/Meilleure équipe de USL |
| ---------------------- | ---------------------- | ------------------ | -------------------------------------------------- |
| USSF D2 Pro League     | Puerto Rico Islanders  | Carolina RailHawks | Rochester Rhinos                                   |
| USL-2                  | Charleston Battery     | Richmond Kickers   | Charleston Battery                                 |
| PDL                    | Portland Timbers U'23s | Thunder Bay Chill  | Portland Timbers U'23s                             |
| Lamar Hunt US Open Cup | Seattle Sounders FC    | Columbus Crew      | Charleston Battery / Harrisburg City Islanders     |

## USSF Division 2 Professional League
Le 27 août 2009, Nike accepte de vendre ses parts dans la United Soccer Leagues à la compagnie d'investissements NuRock, plutôt que Jeff Cooper, propriétaire de l'AC St. Louis, qui a pourtant réuni un groupe de propriétaires d'équipes de USL First Division. Opposé à cette décision de vente, le groupe de propriétaires refuse de participer à la première saison de la renaissante North American Soccer League, prévue pour 2009. À la suite de ce conflit, la NASL est contrainte d'annuler sa première édition ainsi que d'entamer des négociations avec l'USSF.
L'USSF découvre alors que trois des équipes de NASL, les NSC Minnesota Stars, les Rochester Rhinos ainsi que le FC Tampa Bay, ont des contrats les liant à l'USL First Division pour 2010, laissant ainsi la NASL avec trop peu d'équipes pour être sanctionnée par la fédération et obtenir l'agrément pour lancer sa première saison. Malgré tout, cet événement amène l'USL First Division à évoluer avec seulement six équipes, également trop peu pour être sanctionnée. Par la suite, l'USSF accorde l'agrément à l'USL First Division et non à la NASL. Après une semaine de négociations entre les trois parties, l'USSF accepte l'organisation d'une ligue à douze équipes pour l'année 2010. Les équipes participant à ce championnat éphémère sont classées en deux conférences, celle de l'USL et celle de la NASL.

## Seconde division
Navigation
Édition précédente Édition suivante
La deuxième division des USL (USL-2) passent à six équipes en 2010 après que les Bermuda Hogges et les Western Mass Pioneers décident de partir pour la Premier Development League tandis que les Wilmington Hammerheads prennent une année de pause et que le Crystal Palace Baltimore rejoigne la USSF Division 2 Professional League. Dans l'autre sens, le Charleston Battery est la seule équipe de la saison 2009 de USL-1 à conserver son allégeance à la USL en passant en USL-2 en 2010.
La USL-2 commence sa saison le 17 avril avec trois rencontres remportées par les locaux. La saison régulière se termine le 14 août avant que le Charleston Battery ne remporte le titre à la fin des séries éliminatoires par un score de 2-1 contre les Richmond Kickers le 28 août.
Cette saison 2010 est de nature transitoire dans la mesure où le conflit autour de la NASL rend inactive la USL-1 pour cette année, des équipes rejoignant ainsi la USSF D2 Pro League. Les conséquences de cette situation pour les années suivantes sont une fusion des première et deuxième division des USL pour former la nouvelle USL Pro, championnat de troisième niveau en Amérique du Nord.

### Clubs participants
| Équipe                    | Ville          | Stade                       | Fondation | Entraîneur        |
| ------------------------- | -------------- | --------------------------- | --------- | ----------------- |
| Charleston Battery        | Charleston, SC | Blackbaud Stadium           | 1993      | Michael Anhaeuser |
| Charlotte Eagles          | Charlotte, NC  | Restart Field               | 1991      | Mark Steffens     |
| Harrisburg City Islanders | Harrisburg, PA | Skyline Sports Complex      | 2003      | Bill Becher       |
| Pittsburgh Riverhounds    | Pittsburgh, PA | Chartiers Valley HS Stadium | 1998      | Justin Evans      |
| Real Maryland Monarchs    | Rockville, MD  | Roy Lester Stadium          | 2007      | Anthony Hudson    |
| Richmond Kickers          | Richmond, VA   | City Stadium                | 1993      | Leigh Cowlishaw   |

### Saison régulière

#### Classement
| Rang | Équipe                    | Pts | J  | G  | N | P | Bp | Bc | Diff |
| ---- | ------------------------- | --- | -- | -- | - | - | -- | -- | ---- |
| 1    | Charleston Battery        | 38  | 20 | 11 | 5 | 4 | 35 | 25 | +10  |
| 2    | Richmond Kickers          | 33  | 20 | 9  | 6 | 5 | 25 | 20 | +5   |
| 3    | Pittsburgh Riverhounds    | 29  | 20 | 7  | 8 | 5 | 27 | 20 | +7   |
| 4    | Charlotte Eagles          | 33  | 20 | 5  | 7 | 8 | 23 | 30 | -7   |
| 5    | Harrisburg City Islanders | 19  | 20 | 4  | 7 | 9 | 21 | 30 | -9   |
| 6    | Real Maryland Monarchs    | 18  | 20 | 3  | 9 | 8 | 16 | 22 | -6   |

- Franchise championne de la saison régulière et qualifiée pour la finale des séries éliminatoires
- Franchise qualifiée pour les séries éliminatoires

#### Résultats
| Résultats (▼dom., ►ext.)                                   | CHS | CHA | HAR | PIT | RMM | RIC | CHS | CHA | HAR | PIT | RMM | RIC |
| Charleston Battery                                         |     | 2-1 | 3-1 | 0-0 | 2-2 | 4-1 |     | 3-0 | 1-1 | 2-1 | 1-0 | 1-0 |
| Charlotte Eagles                                           | 2-3 |     | 2-0 | 2-1 | 0-2 | 1-1 | 2-2 |     | 2-1 | 1-2 | 1-1 | 1-1 |
| Harrisburg City Islanders                                  | 2-1 | 0-0 |     | 1-1 | 0-2 | 0-1 | 2-3 | 2-1 |     | 1-1 | 3-2 | 0-1 |
| Pittsburgh Riverhounds                                     | 3-4 | 3-1 | 1-1 |     | 2-0 | 1-1 | 2-1 | 1-2 | 1-1 |     | 2-0 | 2-0 |
| Real Maryland Monarchs                                     | 0-1 | 0-0 | 3-2 | 0-0 |     | 0-1 | 0-0 | 2-2 | 0-1 | 0-0 |     | 0-2 |
| Richmond Kickers                                           | 3-1 | 0-1 | 2-2 | 1-3 | 1-1 |     | 2-0 | 3-1 | 2-0 | 1-0 | 1-1 |     |
| - Victoire à domicile - Match nul - Victoire à l'extérieur |     |     |     |     |     |     |     |     |     |     |     |     |

### Séries éliminatoires

#### Tableau
|  | Demi-finale                | Demi-finale                | Demi-finale          | Demi-finale          |   |   | Finale | Finale | Finale | Finale |
|  |                            |                            |                      |                      |   |   |        |        |        |        |
|  |                            |                            |                      |                      |   |   |        |        |        |        |
|  |                            |                            |                      |                      |   |   |        |        |        |        |
|  |                            |                            |                      |                      |   |   |        |        |        |        |
|  |                            |                            |                      |                      |   |   |        |        |        |        |
|  | (1) Charleston Battery     | (1) Charleston Battery     | 2                    | 2                    |   |   |        |        |        |        |
|  | (1) Charleston Battery     | (1) Charleston Battery     | 2                    | 2                    |   |   |        |        |        |        |
|  |                            |                            | (2) Richmond Kickers | (2) Richmond Kickers | 1 | 1 |        |        |        |        |
|  | (2) Richmond Kickers       | (2) Richmond Kickers       | (2) Richmond Kickers | (2) Richmond Kickers | 1 | 1 | 2      | 2      |        |        |
|  | (2) Richmond Kickers       | (2) Richmond Kickers       |                      |                      |   |   |        | 2      |        |        |
|  | (3) Pittsburgh Riverhounds | (3) Pittsburgh Riverhounds | 0                    | 0                    |   |   |        |        |        |        |
|  | (3) Pittsburgh Riverhounds | (3) Pittsburgh Riverhounds | 0                    | 0                    |   |   |        |        |        |        |

#### Résultats

##### Demi-finale
| 21 août 2010 | Richmond Kickers             | 2 – 0 | Pittsburgh Riverhounds |                                                                             |                                                                             |
| 17:00 UTC-5  | Delicâte 35e · Foglesong 50e |       |                        | City Stadium, Richmond, Virginie Spectateurs : 2 276 Arbitrage : Mark Gorak | City Stadium, Richmond, Virginie Spectateurs : 2 276 Arbitrage : Mark Gorak |
| 17:00 UTC-5  | Rapport                      |       |                        | City Stadium, Richmond, Virginie Spectateurs : 2 276 Arbitrage : Mark Gorak | City Stadium, Richmond, Virginie Spectateurs : 2 276 Arbitrage : Mark Gorak |

##### Finale
| 28 août 2010 | Charleston Battery                   | 2 – 1 | Richmond Kickers | Blackbaud Stadium, Charleston, Caroline du Sud     |                                                    |
| 18:00 UTC-5  | Falvey 30e · Neagle 26e · Fuller 52e |       | 73e Elcock       | Spectateurs : 4 523 Arbitrage : Jose Carlos Rivero | Spectateurs : 4 523 Arbitrage : Jose Carlos Rivero |
| 18:00 UTC-5  | Rapport                              |       |                  | Spectateurs : 4 523 Arbitrage : Jose Carlos Rivero | Spectateurs : 4 523 Arbitrage : Jose Carlos Rivero |

| Vainqueur de la USL Second Division 2010 Charleston Battery |